# Ksenia Bachtadze
Ksenia Bachtadze (gruz. ქსენია ბახტაძე; ur. 24 stycznia?/5 lutego 1899 w Tyflisie, zm. 25 listopada 1978 w miejscowości Czakwi w Adżarskiej ASRR) – gruzińska i radziecka naukowiec w dziedzinie uprawy herbaty, Bohater Pracy Socjalistycznej (1966).

## Życiorys
W 1922 ukończyła Tyfliski Instytut Politechniczny, pracowała w stacjach selekcji roślin. Od 1927 do końca życia pracowała w filii Wszechzwiązkowego Naukowo-Badawczego Instytutu Uprawy Herbaty i Roślin Podzwrotnikowych w m. Czakwi, w której była starszym pracownikiem naukowym, od 1941 kierownikiem działu selekcji i nasiennictwa, a od 1968 do 1974 zastępcą dyrektora filii. Napisała ponad 100 prac naukowych na temat selekcji i nasiennictwa herbaty, genetyki i hodowli subtropikalnych, w tym 16 książek i broszur i cztery monografie. Od 1944 była doktorem nauk rolniczych, a od 1949 profesorem. W 1956 została akademikiem WASCHNIL. Od 1955 była akademikiem Akademii Nauk Gruzińskiej SRR, w latach 1954–1958 pełniła mandat deputowanej do Rady Najwyższej ZSRR 4 kadencji.

## Odznaczenia i nagrody
- Medal Sierp i Młot Bohatera Pracy Socjalistycznej (2 kwietnia 1966)
- Order Lenina (2 kwietnia 1966)
- Order Rewolucji Październikowej (8 kwietnia 1971)
- Nagroda Stalinowska (1949)
- Order Czerwonego Sztandaru Pracy (27 października 1949)
- Order „Znak Honoru” (24 lutego 1946)

I medale.